# Санракбаев, Тургумбай
Тургумба́й Санракба́ев (1906, Верненский уезд, Семиреченская область, Туркестанский край, Российская империя — 1969, Джамбулская область, Казахская ССР, СССР) — старший чабан колхоза «Кок-Тюбе» Чуйского района Джамбулской области, Казахская ССР. Герой Социалистического Труда (1948).

## Биография
Родился в 1906 году в крестьянской семье в одном из сельских населённых пунктов Верненского уезда (на территории современного Шуского района).
С раннего возраста трудился в сельском хозяйстве. Во время коллективизации вступил в колхоз «Кок-Тюбе» Чуйского района, где трудился чабаном, старшим чабаном.
В 1947 году вырастил 487 ягнят от 400 курдючных овцематок. Средний вес каждого ягнёнка к отбивке составил 41 килограмм. Указом Президиума Верховного Совета СССР от 23 июля 1948 года удостоен звания Героя Социалистического Труда за «получение высокой продуктивности животноводства в 1947 году» с вручением ордена Ленина и золотой медали «Серп и Молот» (№ 2512).
Избирался депутатом аульного сельского совета.
После выхода на пенсию проживал в Джамбулской области. Умер в 1969 году.
Награды
- Герой Социалистического Труда
- Орден Ленина
- Заслуженный мастер социалистического животноводства Казахской ССР (23.07.1957).